# Staffan Söderblom (författare)
Per Staffan Jonas Söderblom, född 22 november 1947 i Stockholm, är en svensk författare och översättare. Han är sonson till Nathan och Anna Söderblom.
Söderblom bedrev studier vid Stockholms universitet 1966–1968. Han anställdes vid Norstedts förlag 1968, blev litterär rådgivare där 1976 och adjungerad professor i litterär gestaltning vid Göteborgs universitet 1996. Söderblom är också kritiker i Aftonbladet och Bonniers Litterära Magasin.

### Översättningar (urval)
- 1970 – Desmond Morris: Det mänskliga menageriet (The human zoo) (Norstedt)
- 1971 – Jerry Rubin: Snacka inte bara! (Do it! : scenarios of the revolution) (PAN/Norstedt)
- 1972 – Leonard Cohen: Dikter från ett rum (översatta tillsammans med Göran Tunström, PAN/Norstedt)
- 1988 – Einar Økland: Folkminne: dikter (Rabén & Sjögren)
- 1991 – Kristofer Uppdal: Ensamhetsdjungeln: dikter (FIB:s lyrikklubb)
- 1993 – Roy Jacobsen: Segerherrarna (Seierherrene) (Norstedt)
- 1994 – Thorvald Steen: Don Carlos (Don Carlos) (Tiden)
- 2009 – Ruth Maier: Ruth Maiers dagbok: ett judiskt kvinnoöde (Ruth Maiers dagbok) (Norstedt)
- 2022 – Karl Ove Knausgård: Morgonstjärnan
- 2022 – Karl Ove Knausgård: Vargarna från evighetens skog
- 2023 – Karl Ove Knausgård: Det tredje riket
- 2024 – Karl Ove Knausgård: Nattens skola

## Priser och utmärkelser
- 1985 – Tidningen Vi:s litteraturpris
- 1986 – Beskowska resestipendiet
- 1988 – Sveriges Radios Lyrikpris
- 1990 – Axel Liffner-stipendiet
- 1994 – Stipendium ur Lena Vendelfelts minnesfond
- 1996 – Lotten von Kraemers pris
- 2001 – Gerard Bonniers lyrikpris
- 2005 – Sten Hagliden-priset
- 2008 – Årets Pandabok för Örnarnas rike (tillsammans med Brutus Östling)
- 2010 – Signe Ekblad-Eldhs pris